# Stazione di Jungfernstieg
La stazione di Jungfernstieg è una fermata ferroviaria della città di Amburgo, servita dalla S-Bahn.
La fermata è posta sul passante ferroviario di Amburgo. Con l'omonima stazione della metropolitana costituisce un importante nodo di trasporto e d'interscambio.

## Interscambi
- Fermata metropolitana (Jungfernstieg, linee U 1, U 2 e U 4)
- Fermata autobus